# Mała Kończysta
Mała Kończysta (słow. Malá Končistá, niem. Kleine Končysta, Kleine Kontschista, węg. Kis-Koncsiszta) – wybitny szczyt o wysokości 2450 m n.p.m. w Grani Kończystej, w słowackich Tatrach Wysokich. Od Zmarzłego Szczytu masyw Małej Kończystej oddzielony jest Przełęczą koło Drąga, a od Pośredniej Kończystej – Dziurawą Przełęczą.
Mała Kończysta jest szczytem dwuwierzchołkowym, wierzchołek północny (2450 m) jest nieco wyższy od południowego. Wierzchołki rozdziela Szczerbina w Małej Kończystej (Malá Končistá štrbina). W masywie Małej Kończystej znajduje się kilka niższych turni, takich jak: Drąg, Turnia nad Drągiem i Igły nad Drągiem. Nieco poniżej szczytu w masywie Małej Kończystej znajduje się Przełączka pod Małą Kończystą, która oddziela wierzchołek północny od Igieł nad Drągiem.
Mała Kończysta jest szczytem bardzo ciekawym pod względem taternickim. Prowadzi na jej wierzchołek kilka ciekawych, nieznakowanych dróg taternickich, m.in. z Doliny Batyżowieckiej, Doliny Złomisk i innych obiektów w Grani Kończystej.

## Historia
Pierwsze wejścia turystyczne:
- Miklós Szontagh (junior), Zoltán Zsigmondy i Johann Franz (senior), 11 sierpnia 1905 r. – letnie
- Ivan Gálfy, Juraj Richvalský i Ladislav Richvalský, nocą 13–14 kwietnia 1953 r. – zimowe.